# Anomala mausonica
Anomala mausonica är en skalbaggsart som beskrevs av Carsten Zorn 2011. Anomala mausonica ingår i släktet Anomala och familjen Rutelidae. Inga underarter finns listade i Catalogue of Life.